# Српска гимназија у Солуну
Српска средња школа у Солуну је основана 1894. у Турској царевини.
Гимназија у Солуну је престала да постоји 1910. а њену улогу је преузела српска гимназија у Скопљу која је дочекала ослобођење и наставила рад у слободној држави.

## Историјат
И српска солунска гимназија постала је из основне школе, исте године 1892. када је у Цариграду основана српска основна школа, почело се да се ради у Солуну на сличној ствари, новембра исте одине стигао је из Цариграда извештај да је одобрено отварање школе, рад у њој је почео 6. децембра 1892.
Маја 1894. покреће се питање подизања ове школе у ранг гимназије, званичан предлог отишао је 26. јуна исте године. Предлог је усвојен и школске 1894/1895. године отворен је први разред гимназије у који је уписано 15 ученика. Програм је био као у Краљевини Србији, више француски и турски језик. Управник гимназије Петар Костић тражио је од турских власти да завод носи назив „Српска школа”. Турци су дозволили назив „Дарул-тахеиљ” (Дом науке). Међутим у вилајетском календару је забележена као „Србмектеби” (Српска школа). Тај назив ушао је и у сведочансво о вишем течајном испиту.
Школа је систематски напредовала. До школске 1897/1898. године отворена су четири разреда. На директорској конференцији у лето 1898. одлучено је да се солунска гимназија претвори у пуну гимназију. Како је пак том приликом решено да у Цариграду остану само виши разреди без нижих, солунској гимназији постављен је специјани задатак: да спрема службенике за наше просветно националне потребе, на првом месту за наставнике средњих школа, пошто у српској новооснованој школи у Скопљу било додељено да образује кадар учитеља.
Године 1902/903. гимназија је добила VII и завршни разред. Те године полаган је виши течајни испит који је положило 15 кандидата.
Солунска гимназија живела је 16 година од којих само 8 од укидања цариградске гимназије. Под 30. септембром 1909. основана је осморазредна гимназија у Скопљу. Одмах су пренесени виши разреди из Солуна у Скопље тако да је те године 1909/910. солунска гимназија била нижа. Пред крај ове године донесена је одлука да се и нижи разреди пренесу у Скопље и Битољ. Са том годином завршен је рад и солунска Српска гимназија.
Разлози њеног преношења у Скопље, поред осталог несумљиво леже и у тежњи да се српски национално-политички и просветни рад концентрише у Скопљу као много важнијем центру за српске националне интересе.
Укидање српске солунске гимназије многи српски просветни радници сматрали су као велику погрешку. Међу онима који су тако мислили нарочито се убедљиво истиче њен дугогодишњи директор Драгомир Обрадовић чије је мишљење сачувано у гимназијском извештају за последњу школску годину.

## Списак директора српске гимназије „Дом наука“ у Солуну
- Петар Костић (1894–1897)
- Василије Димић (1897–1899)
- Богдан Јанковић (1899–1901)
- Коста Ф. Ковачевић (1901–1903)
- Драгомир Обрадовић (1903–1910)[2]